# Danoffice IT
Danoffice IT ApS er en dansk leverandør af it-infrastruktur med hovedkvarter i Svendborg. Virksomheden blev etableret af Steen Nielsen i 1998 og er ejet af luxembourgske Belgravia. De har 310 ansatte fordelt på lokaliteter i Svendborg, Hinnerup, Ballerup samt USA, Schweiz, Singapore, Indien og Kina. I 2023 havde virksomheden en årsomsætning på ca. 3,3 mia. danske kroner. Danoffice leverer it-udstyr i mere end 182 lande.